# Crécey-sur-Tille
Crécey-sur-Tille és un municipi francès, situat al departament de la Costa d'Or i a la regió de Borgonya - Franc Comtat. L'any 2007 tenia 167 habitants.

## Demografia

### Població
El 2007 la població de fet de Crécey-sur-Tille era de 167 persones. Hi havia 65 famílies, de les quals 23 eren unipersonals (9 homes vivint sols i 14 dones vivint soles), 14 parelles sense fills, 23 parelles amb fills i 5 famílies monoparentals amb fills.
La població ha evolucionat segons el següent gràfic:
Habitants censats

### Habitatges
El 2007 hi havia 76 habitatges, 67 eren l'habitatge principal de la família, 4 eren segones residències i 5 estaven desocupats. 74 eren cases i 1 era un apartament. Dels 67 habitatges principals, 61 estaven ocupats pels seus propietaris, 5 estaven llogats i ocupats pels llogaters i 1 estava cedit a títol gratuït; 1 tenia dues cambres, 9 en tenien tres, 19 en tenien quatre i 37 en tenien cinc o més. 48 habitatges disposaven pel capbaix d'una plaça de pàrquing. A 25 habitatges hi havia un automòbil i a 35 n'hi havia dos o més.

### Piràmide de població
La piràmide de població per edats i sexe el 2009 era:
| Homes | Edats   | Dones |
| ----- | ------- | ----- |
| 0     | 95 o +  | 0     |
| 0     | 90 a 94 | 0     |
| 0     | 85 a 89 | 0     |
| 0     | 80 a 84 | 0     |
| 0     | 75 a 79 | 0     |
| 4     | 70 a 74 | 4     |
| 4     | 65 a 69 | 4     |
| 0     | 60 a 64 | 0     |
| 8     | 55 a 59 | 4     |
| 4     | 50 a 54 | 8     |
| 4     | 45 a 49 | 4     |
| 12    | 40 a 44 | 4     |
| 12    | 35 a 39 | 8     |
| 4     | 30 a 34 | 8     |
| 8     | 25 a 29 | 0     |
| 0     | 20 a 24 | 4     |
| 4     | 15 a 19 | 4     |
| 0     | 10 a 14 | 0     |
| 0     | 5 a 9   | 12    |
| 4     | 0 a 4   | 4     |

## Economia
El 2007 la població en edat de treballar era de 114 persones, 84 eren actives i 30 eren inactives. De les 84 persones actives 78 estaven ocupades (44 homes i 34 dones) i 5 estaven aturades (3 homes i 2 dones). De les 30 persones inactives 12 estaven jubilades, 15 estaven estudiant i 3 estaven classificades com a «altres inactius».

### Ingressos
El 2009 a Crécey-sur-Tille hi havia 55 unitats fiscals que integraven 127,5 persones, la mediana anual d'ingressos fiscals per persona era de 18.222 €.

### Activitats econòmiques
Dels 6 establiments que hi havia el 2007, 1 era d'una empresa de construcció, 2 d'empreses de transport, 2 d'empreses de serveis i 1 d'una empresa classificada com a «altres activitats de serveis».
L'únic servei als particulars que hi havia el 2009 era un paleta.
L'any 2000 a Crécey-sur-Tille hi havia 3 explotacions agrícoles que ocupaven un total de 438 hectàrees.

## Poblacions més properes
El següent diagrama mostra les poblacions més properes.